# Trop tard (film, 2000)
Pour les articles homonymes, voir Trop tard.
Pour plus de détails, voir Fiche technique et Distribution.
Trop tard (Tarde Demais) est un film dramatique portugais réalisé par José Nascimento (pt) et sorti en 2000.
Le film est inspiré d'une histoire vraie.

## Synopsis
C'est l'histoire de quatre hommes qui tentent de survivre au naufrage d'un vieux chalutier au milieu du fleuve Tage. Leurs opinions divergentes sur la manière d'atteindre la rive vont générer des conflits qui les sépareront inévitablement. À la nuit tombée, les familles commencent à s'inquiéter de l'absence de nouvelles. Ces pêcheurs pourront-ils survivre ?

## Fiche technique
- Titre français : Trop tard[2]
- Titre original : Tarde Demais[3]
- Réalisation : José Nascimento (pt)
- Scénario : José Nascimento, João Canijo
- Photographie : Mário Castanheira
- Montage : João Braz, José Nascimento
- Musique : Nuno Rebelo
- Décors et costumes : Isabel Branco
- Production : Paulo Branco
- Sociétés de production : Madragoa Filmes
- Format : couleurs
- Pays de production :  Portugal
- Langue de tournage : portugais
- Genre : Drame
- Durée : 97 minutes
- Dates de sortie : 
  - Portugal : 31 mars 2000
  - France : 12 juillet 2000

## Distribution
- Vítor Norte (pt) : Zé
- Adriano Luz (pt) : Manel
- Nuno Melo (pt) : Joaquim
- Carlos Santos (pt) : António
- Francisco Nascimento (pt) : João
- Ana Moreira : Laura
- Rita Blanco : Arlete
- Suzana Borges (pt) : La mère de Laura
- José António Aranha : João do Vau
- João Miguel Rodrigues (pt) : Nando
- Raul Henriques : M. Almeida
- Luís Elgris : l'agent de police
- Gustavo Sumpta : Capitaine du navire
- Mário Santos : le pilote
- Francisco Nunes : Vicente
- Sandra Maia : la femme de Vicente